# پیرامام
پیرامام، روستایی از توابع بخش زز و ماهرو شهرستان الیگودرز در استان لرستان ایران است. در محدوده این روستا اماکن گردشگری بسیار زیبایی وجود دارد و امام زاده سه فرزندان امام موسی کاظم (ص) در این روستا قرار دارد. شغل مردم این روستا عمدتاً کشاورزی، دامداری  است.

## جمعیت
این روستا در دهستان زز شرقی قرار دارد و بر اساس سرشماری مرکز آمار ایران در سال ۱۳۸۵، جمعیت آن ۵۰۳ نفر (۹۵خانوار) بوده‌است.